# Onufri Stepanow
Onufri Stepanow (russisch Онуфрий Степанов; * 22. Augustjul. / 1. September 1610greg.; † 20. Junijul. / 30. Juni 1658greg.) war ein russischer Forschungsreisender.

## Leben
Stepanow war ein sibirischer Kosak.
Nach der Verhaftung Jerofei Chabarows und dessen Abgang nach Moskau im Herbst 1653 wurde Stepanow dessen Stellvertreter in Daurien am Oberlauf des Amurs an der Spitze eines Kommandos von 320 Kosaken. Als es ihnen an Getreide und Bauholz mangelte, fuhr er mit seinen Leuten den Amur hinab bis hinter den Songhua Jiang in das Gebiet der tungusischen Dutscheren, um Lebensmittel und Baumaterial zu kaufen. Er hatte Erfolg, aber es kam auch zu Auseinandersetzungen mit den Dutscheren, und er erhielt einen beträchtlichen Kronenzobel-Tribut. Er richtete dort ein Winterlager ein.
Im Sommer 1654 fuhr Stepanow auf der Suche nach Getreide mit seiner Truppe, der sich eine Gruppe von 50 Kosaken angeschlossen hatte, den Songhua Jiang hinauf. Nach drei Tagen trafen sie auf eine chinesische Mandschu-Armee mit 3000 Kämpfern und verbündeten Dutscheren und Dauren. Beim ersten Kampf waren die Kosaken siegreich, aber die Mandschu verschanzten sich am Ufer. Als die Kosaken eine Belagerung versuchten und dabei Verluste erlitten, zogen sie sich flussabwärts zurück, wo sich ihnen ein 30-Mann-Kommando des Sotniks Pjotr Beketow anschloss. Weiter fuhr Stepanow mit der gesamten Truppe wieder den Amur hinauf an der Mündung der Seja vorbei bis zur Mündung der Kumara, wo er zur Überwinterung auf einer Amur-Insel den Ostrog Kumarsk errichtete. Im März 1655 kam eine 10.000-Mann-Mandschu-Armee und belagerte den Ostrog. Die Kosaken konnten die Angriffe erfolgreich abwehren, sodass die Mandschu-Armee wegen Nahrungsmangels im April 1655 nach Zerstörung der gesamten Kosaken-Flotte abzog.
Darauf schickte Stepanow einige seiner Leute mit einem Kronenzobel-Tribut nach Moskau. 50 Tomsker Kosaken schlossen sich Stepanow an, die an der Argun-Mündung gegen Tungusen kämpften. Stepanow versorgte sich im getreidereichen Gebiet am Songhua Jiang mit Vorräten und zog mit seinen Leuten zu den Giljaken am unteren Amur, bei denen er den Kronenzobel-Tribut in Form von Zobel-, Rotfuchs- und Silberfuchsfellen einsammelte. Die Lebensbedingungen der Kosaken am Amur verschlechterten sich immer mehr, weil ein großer Teil der eingeborenen Bevölkerung durch die Ausbeutungen verarmte und das Gebiet verließ. Auch waren die Dutscheren und Dauren am Amur vom chinesischen Kaiser Shunzhi an den Mudan Jiang umgesiedelt worden. Sowohl Einheimische als auch Kosaken wurden von Räubern überfallen. Im Juli 1656 schickte Stepanow 50 Kosaken mit einem Kronenzobel-Tribut und einen Brief an Zar Alexei mit der Bitte, wegen des Lebensmittelmangels keine weiteren Männer zu schicken. Kosaken begannen, Stepanow zu verlassen, und die Feindseligkeiten der Einheimischen verstärkten sich stetig. Die russisch-chinesischen Verhandlungen stockten.
Stepanow versuchte einen Vorstoß in ein Gebiet mit besseren Lebensbedingungen. Im Juli 1658 wurde er mit 500 Kosaken auf 11 Booten auf dem Amur unterhalb der Mündung des Songhua Jiang von 40 Booten mit 1400 Mandschu- und koreanischen Soldaten mit Kanonen und Arkebusen unter dem Kommando Scharhudas eingekreist und vernichtend geschlagen. Stepanow wurde im Kampf getötet oder ertrank im Amur. Nur die Hälfte der Kosaken konnte entkommen. Die Mandschu erbeuteten den Kronenzobel-Tribut der Kosaken und befreiten über 100 Dutscheren-Frauen, die die Kosaken auf ihren Booten festgehalten hatten.
Der Ostrog Kumarsk blieb umkämpft. 1667 sollte eine Abteilung der chinesischen Mandschu-Armee unter der Führung des Ewenken-Fürsten Gantimur den Ostrog Kumarsk zerstören. Stattdessen beschlossen Gantimur und weitere Anführer von etwas 8000 Reiter-Ewenken, in ihre Heimat bei Nertschinsk zurückzukehren und dort die russische Staatsbürgerschaft anzunehmen, um ein besseres Leben in der Heimat führen zu können. Dadurch wurden Transbaikalien und das Land am Amur dem russischen Einfluss geöffnet.